# 790

## Esdeveniments
- Imperi Carolingi: L'emperador Carlemany destitueix Corsó de Tolosa i nomena Guillem I com a Duc d'Aquitània i comte de Tolosa.
- Tolosa (Aquitània): El comte Guillem I assigna al seu fill Berà els comtats de Rasès i de Conflent.
- Carcassona (Aquitània): Bel·ló és nomenat comte del territori.
- Aquisgrà (Imperi Carolingi): L'emperador Carlemany decideix establir-hi la seva residència fixa i comença a projectar-se el Palau.
- Atalea (Pamfília): Els romans d'Orient de Constantí VI perden la meitat d'una flota contra els àrabs en aigües del seu golf.
- Narbona (Septimània): Nebridi és nomenat arquebisbe metropolità, amb autoritat sobre la Gòtia.
- Bretanya: Hom escriu un tractat en dues pàgines sobre plantes medicinals que es convertirà en el text més antic que es conserva en idioma bretó.

## Naixements
- Regne d'Astúries: Ramir I, rei. (m. 850)
- Ifríqiya: Abu-Iqal al-Àghlab ibn Ibrahim, quart emir aglàbida de la regió. (m. 841)
- Alsàcia (Imperi Carolingi): Otfrid von Weissenburg, monjo i poeta, traductor dels Evangelis en la que es considera la primera obra de la literatura alemanya. (m. 870)

## Necrològiques
- Al-Fayd ibn Abi-Sàlih